# Pakrac
Pakrac – miasto w Chorwacji, w żupanii pożedzko-slawońskiej, siedziba miasta Pakrac. W 2011 roku liczyło 4842 mieszkańców.
Z Pakracu pochodzi Jadranka Kosor, była premier Chorwacji.